# Station radar de Lekhtoussi
La station radar de Lekhtoussi est un radar d’alerte précoce situé près de Lekhtoussi, dans l’oblast de Léningrad, en Russie. Il s’agit d’un élément clé du système russe d’alerte contre les attaques de missiles, et est géré par les forces de défense aérospatiales russes.
Un certain nombre d’annonces ont été faites concernant la mise en service de ce radar, le premier de la série Voronej de la troisième génération de radars d’alerte précoce. Il est entré en essais en décembre 2005, en service expérimental un an plus tard, en service en décembre 2009 et enfin au combat en 2012.
La station est à 2 kilomètres au sud-ouest du village de Lekhtoussi et à 40 kilomètres au nord-est de Saint-Pétersbourg. Il est adjacent à l'Académie militaire militaire A.Mojaïski, qui est un centre de formation d'officiers pour les forces de défense aérospatiales.

## Radar Voronej
Les radars Voronej sont des radars hautement préfabriqués nécessitant moins de personnel et utilisant moins d’énergie que les générations précédentes. Celui construit à Lekhtoussi est décrit comme étant un Voronej-M, un radar VHF avec une portée indiquée de 4 200 kilomètres. Le commandant des forces spatiales Oleg Ostapenko a décrit le radar comme couvrant le nord-ouest de la Russie et remplaçant la couverture perdue lors de la mise hors service du radar situé à Skrunda en Lettonie en 1998,.